# Hohenbrunn
Hohenbrunn este o comună din districtul rural München, landul Bavaria, Germania.

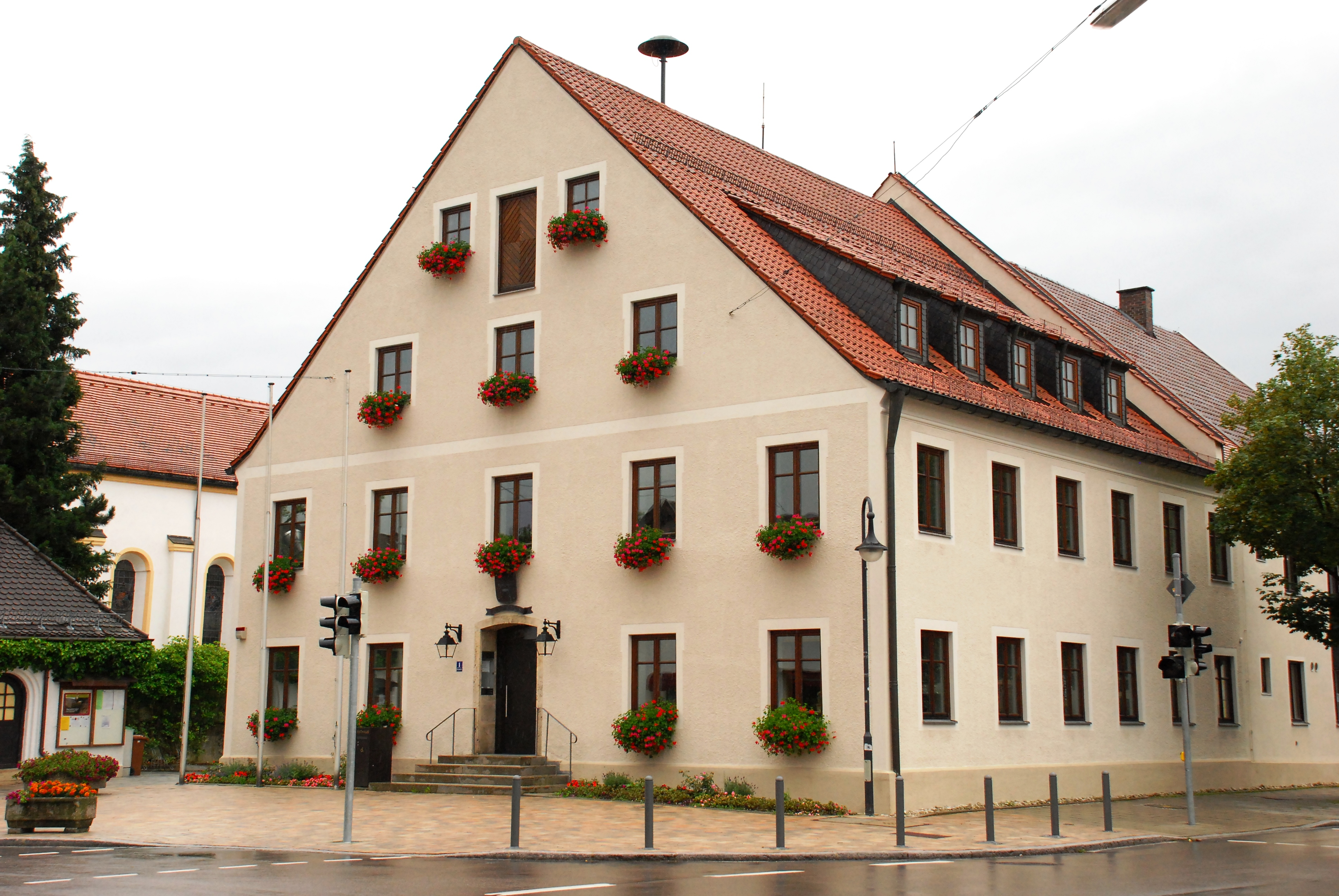
Hohenbrunn - primăria